# Louis Napoléon Le Roux

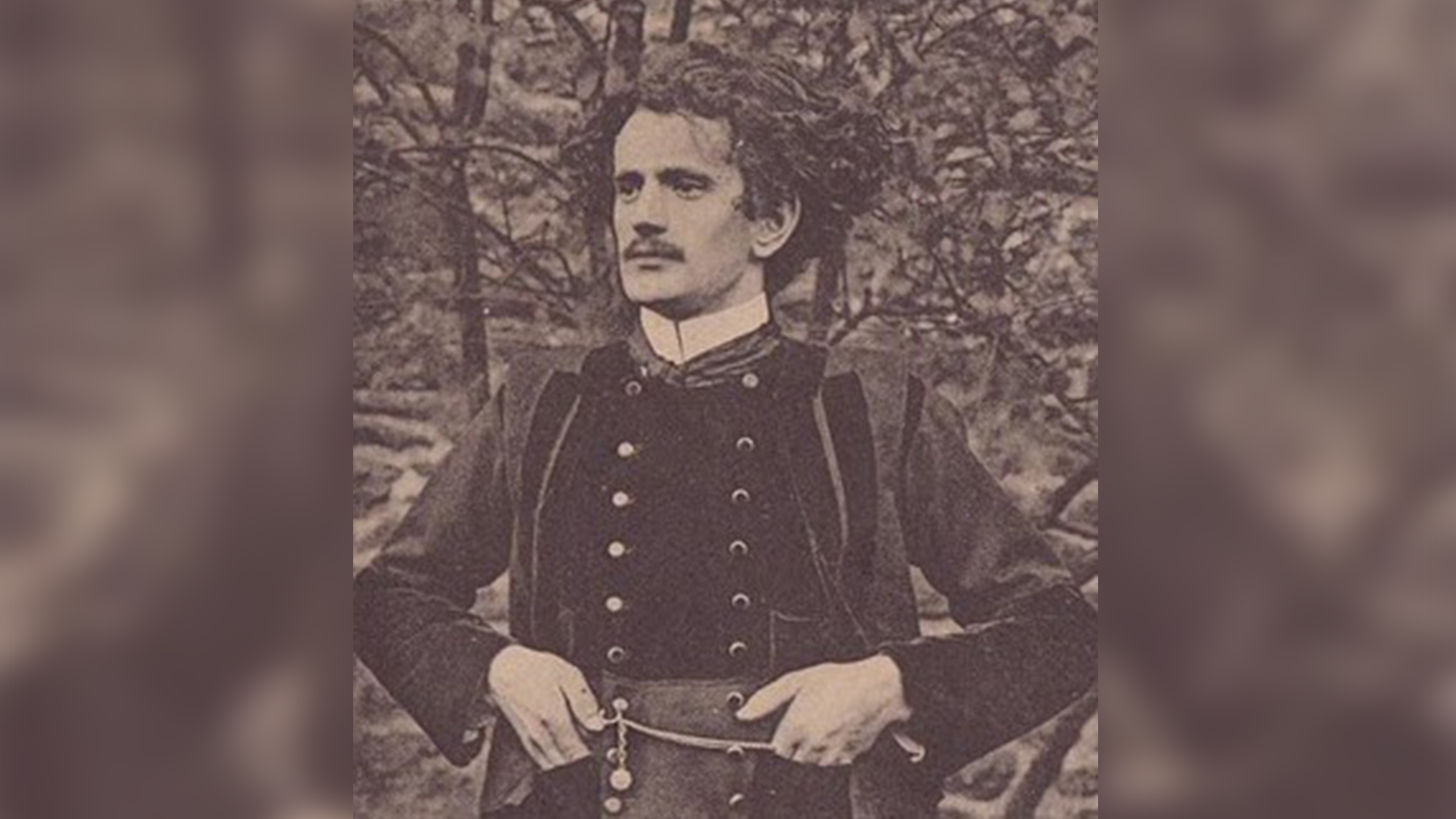
Fotografia de Louis Napoléon Le Roux.

Louis Napoléon Le Roux (Planiel, 1890 - Londres, 1944) fou un nacionalista bretó. L'octubre del 1911 fou un dels fundadors del Partit Nacionalista Bretó amb Camille Le Mercier d'Erm. Participà en el diari Brug (Bruc) dirigit per Émile Masson a Pontivy, el 1913-1914. Pacifista, quan esclatà la Primera Guerra Mundial marxà a Suïssa i d'ací a Irlanda, on col·laborà amb els líders nacionalistes. També col·laborà a la revista La Bretagne libertaire el 1921. El 1922, traduí al francès les obres de James Ramsay MacDonald. També va escriure la primera biografia del líder irlandès Patrick Pearse, i finalment fou secretari particular del líder laborista britànic MacMillan. Va morir durant els bombardeigs de Londres.